# 岸田一夫
岸田 一夫（きしだ かずお、1955年（昭和30年）12月3日 - ）は、日本の政治家。茨城県鉾田市長（2期）。元鉾田市議会議員（1期）。

## 来歴
茨城県鹿島郡大洋村（現在の鉾田市）出身。大洋村立大洋中学校、茨城県立鉾田第一高等学校卒業。1978年（昭和53年）3月、亜細亜大学法学部卒業。
1979年（昭和54年）9月、鹿行広域市町村圏事務組合の消防本部職員に採用される。
2015年（平成27年）3月、鉾田消防署長を退職。同年6月、鉾田市議会議員に順位2位で初当選。
2017年（平成29年）5月30日、任期満了に伴う鉾田市長選挙に立候補する意向を表明。第48回衆議院議員総選挙の影響で市長選は1週間前倒しされ、衆院選と同じ10月22日に実施された。鉾田市が進める市民交流会館の建設計画に反対の立場であり、計画の白紙撤回を訴えて立候補。いずれも無所属新人の3候補を破り、初当選を果たした。11月13日、市長就任。

## 市政
- 2020年（令和2年）5月29日、新型コロナウイルス対策の財源に充てるため、自身と副市長、教育長の6月期末手当を減額すると発表した[8]。岸田の行った専決処分は6月19日、市議会で承認された[9]。
- 同年11月30日、新型コロナ対策のさらなる財源確保のため、自身の12月期末手当を全額カットする条例案を市議会臨時会に提出した。副市長、教育長についてはそれぞれ20％減額する。同日、同条例案は賛成多数で可決された[10]。